# Вултурешти (Олт)
Вултурешти (рум. Vultureşti) насеље је у Румунији у округу Олт у општини Вултурешти. Oпштина се налази на надморској висини од 201 m.

## Становништво
Према подацима из 2002. године у насељу је живело 2817 становника, од којих су сви румунске националности.

### Хронологија
| Година       | 1992 | 1993 | 1994 | 1995 | 1996 | 1997 | 1998 | 1999 | 2000 | 2001 | 2002 | 2003 | 2004 | 2005 | 2006 | 2007 | 2008 | 2009 | 2010 | 2011 | 2012 | 2013 | 2014 | 2015 | 2016 | 2017 |
| ------------ | ---- | ---- | ---- | ---- | ---- | ---- | ---- | ---- | ---- | ---- | ---- | ---- | ---- | ---- | ---- | ---- | ---- | ---- | ---- | ---- | ---- | ---- | ---- | ---- | ---- | ---- |
| Становништво | 3060 | 3020 | 2973 | 2909 | 2867 | 2838 | 2787 | 2790 | 2769 | 2745 | 2706 | 2685 | 2655 | 2611 | 2581 | 2557 | 2531 | 2509 | 2493 | 2444 | 2465 | 2425 | 2399 | 2362 | 2319 | 2248 |